# План «Зонненвенде»
План «Зонненвенде» (нім. Unternehmen Sonnenwende) — план контрнаступу німецьких військ 1945 року (з 15 по 18 лютого) з Померанії на південь у фланг радянським військам. Основу ударної групи становили війська СС, які перебували в Померанії.
Німецьке командування передбачало, що генерал Гайнц Гудеріан проведе великий наступ і завдасть удару по флангу 1-го Білоруського фронту північніше від річки Варта. 61-а армія (генерала-полковника П. О. Бєлова) і 2-а гвардійська танкова армія (С. І. Богданова) відбили атаки 11-ї танкової армії СС генерала Ф. Штайнера та 3-го танкового корпусу СС М. Унрайна.
Ударом у відповідь Г. К. Жуков розбив німецьку армію (Східно-Померанська операція).
Спочатку операція планувалася як великий наступ з метою оточення радянських військ та заняття Кострина. Але через обмежені терміни, поспішне планування німцями та гарну роботу радянської розвідки, операція провалилася. Незважаючи на провал операції, радянському командуванню (ставці) довелося відкласти запланований наступ на Берлін із лютого на квітень. За цей час радянські війська очистили від німецьких військ Померанію та Сілезію, тим самим убезпечивши фланги. Залишки 11-ї армії СС відступили за Одру.